# Bledius monstratus
Bledius monstratus är en skalbaggsart som beskrevs av Thomas Casey 1889. Bledius monstratus ingår i släktet Bledius och familjen kortvingar. Inga underarter finns listade i Catalogue of Life.